# Khaemhese
Khaemhese, arquitecto de la Dinastía V del Imperio Antiguo, 2300 a. C. Khaemhese fue enterrado en una tumba en Saqqara, donde su esposa y su pequeño hijo también fueron conmemorados. Fue el arquitecto real y el Jefe de escultores.
Una bella estatua lo muestra luciendo un pequeño bigote, algo no habitual en la moda de la Dinastía IV. 
La alta calidad de sus imágenes es probablemente una consecuencia de su acceso a los mejores talentos disponibles entre los escultores de la época. Se han conservado casi todas sus obras con su color original, vivo.